# Hanno Behrens
Hanno Behrens (26 de marzo de 1990) es un futbolista alemán que juega como centrocampista y se encuentra sin equipo tras abandonar el VfB Lübeck.

## Trayectoria
Behrens comenzó su carrera con el Hamburgo SV, irrumpiendo en el equipo de reserva en 2008. Al año siguiente fue ascendido al primer equipo pero continuando jugando regularmente para las reservas durante las siguientes tres temporadas. En 2012 se marchó al SV Darmstadt 98, e hizo su debut con el club en agosto de ese año, como sustituto de Elton da Costa en una derrota por 3-1 ante el Chemnitzer FC en la que anotó el único gol. 
En julio de 2017 firmó un contrato con el 1. FC Núremberg. El 6 de mayo de 2018 anotó en el partido que el Núremberg ganó 2-0 contra el SV Sandhausen para conseguir el ascenso a la 1. Bundesliga.

## Clubes
| Club                | País      | Año       |
| ------------------- | --------- | --------- |
| Hamburgo S. V. II   | Alemania  | 2008-2009 |
| Hamburgo S. V.      | Alemania  | 2009-2010 |
| Hamburgo S. V. II   | Alemania  | 2010-2012 |
| SV Darmstadt 98     | Alemania  | 2012-2015 |
| 1. F. C. Núremberg  | Alemania  | 2015-2021 |
| F. C. Hansa Rostock | Alemania  | 2021-2022 |
| Persija Jakarta     | Indonesia | 2022-2023 |
| VfB Lübeck          | Alemania  | 2023-2024 |